# バート・ラーエル
バート・ラーエル (ドイツ語: Bad Laer, [baːt laːɐ̯]) は、ドイツ連邦共和国ニーダーザクセン州オスナブリュック郡に属す町村。町内にハルデンゼッテン、ミュシェン、ヴェスターヴィーデ、ヴィンケルゼッテンといった温泉地があることから、この町は1975年以降州指定の温泉地（塩泉）に指定されており、これ以後町名に「バート」（温泉地を意味する）の称号を冠している。この町が現在の形になったのは、1981年5月1日にグランドルフを分離して以後である。

## 地理

### 位置
バート・ラーエルは、大陸性気候と海洋性気候との移行部にあたる季候の良い場所に位置している。トイトブルクの森の支脈の一つであるブロムベルクの、森に覆われた南西斜面にあたる。ここは、オスナブリュッカーラントがミュンスターラントおよびオストヴェストファーレンと境を接する地である。町内の最高地点は東の町境に面したクライナー・ベルク (208 m) である。

### 隣接する市町村
バート・ラーエルは、西はグランドルフ、北はバート・イーブルク、東はヒルター・アム・トイトブルガー・ヴァルトおよびバート・ローテンフェルトと境を接している。南はノルトライン＝ヴェストファーレン州で、フェルスモルト（ギュータースロー郡）とザッセンベルク（ヴァーレンドルフ郡）が隣接する。

### 自治体の構成
この町を構成する地区と人口（2006年現在）は以下の通りである。
- ラーエル (5,740)
- レムゼーデ (1,149)
- ミュシェン (830)
- ハルデンゼッテン (783)
- ヴェスターヴィーデ (419)
- ヴィンケルゼッテン (341)

## 歴史
中石器時代の道具や武器といった考古学的出土品は、塩泉の北西部に位置する農村ヴェスターヴィーデ付近で少なくとも1万年以上前から農業が営まれ、定住が行われていたことを示している。
ラーエルは851年12月8日に初めて文献に記録されている。この文書でドイツ人王ルートヴィヒは、ヘルフォルトのマリエン修道院にラーエルおよびエルペンの多くの農場を与えている。Arpingi文書には「（前略）Sutherbergi と呼ばれる村落、Lodre という町、（中略）同じ地域の Arpingi と呼ばれる村」と記されている。この Lodre が現在のバート・ラーエルである。この町は17世紀になっても Loder または Loer と書かれており、その後の時代になって初めて Laer という名前が定着した。
おそらくレムゼーデ地区にこの付近で最初のキリスト教会が建設された。レムゼーデ (Remsede) という地名は古高ドイツ語の Hramasithi または Hramaslehti (Rabenfeld) に由来する。聖アントニウス教会の入り口のアーチ上にある石には「Aedificatum anno DCCXXXIV」（734年建造）という銘が刻まれている。ヨステスとエフマンはこれを偽造であるとした上で、なおこの教会に最初の建物の遺構が存在しないとは言い切れないとしている。その根拠はこの教会が隠者聖アントニウスに献堂されていることで、カンプシュルテによればこうした教会はいずれもとても古い時代に創建されたことを示している。この他にレムゼーデの「危機」が特徴的である。これにより古くから巡礼が行われ、年に4回巡礼者たちが集まった。信者は遠くからレムゼーデまで聖アントニウスに詣でることで、ペストやその他の疫病から逃れられると信じた。ケルンからの巡礼の行列が訪れたが、その信者が通った道は、隣のグランドルフでは現在でもケルナー・ヴェークと名付けられている。
17世紀から18世紀には、紡績と織布が住民の重要な収入源であり、この教会区は19世紀に入るまでオスナブリュック地方のリンネル織りの中心地であった。ラーエルのリンネルは、2人の「レッゲメスター」がリンネルの品質を吟味して、製品等級を決めていたため、特に評判が良かったのである。

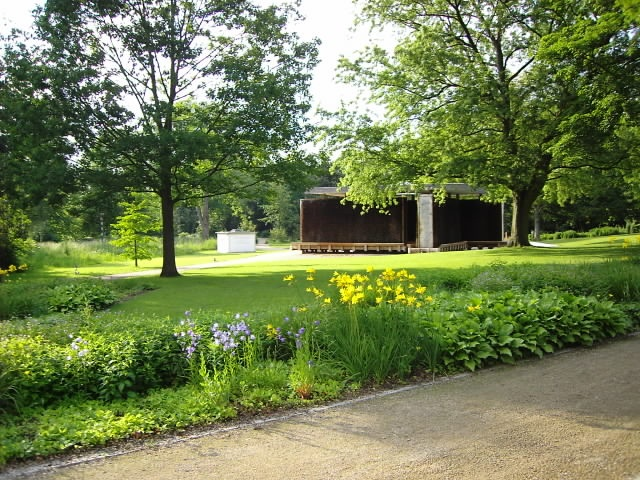
クアパークの吸入パビリオン

シュプリングマイアース・コルクでは、最後の氷期以降、約 1.4 × 0.9 km のレンズ型の岩盤から炭酸を多く含んだ塩水が自然に湧出している。コルク泉が徐々に真水になっていったが、1580年にエルプケッター・ペルスターが食塩を再度得ることに成功した。1836年にはフォルエルベ・シュプリングマイアーが温泉業を開始し、領主館をクアハウスに改造した。ラーエル町は、1969年に源泉の権利と温泉の建物を獲得した。1938年にボーリングされたマルティン泉や、1973年に掘り当てられた 7 % の塩分を含む源泉は、近代的なクアハウスの建設を可能にした。クアパークの最も良い景観は、ブロムベルク付近からの眺めである。ここは、ブナの森の特別な植物相で際だっている。
1975年9月1日、町名に「バート」の添え名が冠された。
2010年、バート・ラーエルの古いクアパークは、新しい浴槽、バールフース＝パルク（裸足で楽しめる公園）と運動用広場、ザルツバッハからグロッケンゼーを通る川沿いの歩道を持つ体験型クアパークに改造された。コルク泉とマルティン泉との間に、屋根付きの吸入パビリオンが設けられた。この建物の内外では、枝条架装置と同様に突起のある壁を塩水が少しずつ流れ、塩分を含んだ空気を吸い込むことができる。

### 町村合併
1972年7月1日、アヴェルフェールデン、グランドルフ、レムゼーデ、シールロー、シュヴェーゲ、ズーデンドルフ、ヴェステンドルフが合併した。

### 町村分離
1981年5月1日、グランドルフが分離された。1972年7月1日に合併した町のうち、レムゼーデだけがバート・ラーエルに残った。

### 地名
町名の古い表記は、851年 Lodre、1074年 Lathara、1171年 Lothere、1447年 Loder、1565年 Laer である。地名には、古めかしいゲルマン語の r-エレメントが遺っている。これは、Atter、Emmer、Fahner、Fehmarn、Freren、Letter、Limmer、Jever といった名称にも見られる。r-エレメントが用いられる地名の語源として信憑性が高いのは、水、汚れ、湿気を表すというものである。Bad Laer という地名の由来は、湿った村、水沿いあるいは泥水沿いの村であったと考えられる。

## 住民

### 人口推移
以下の表は、各時点での町域における各年12月31日時点の人口を示している。
数値は、1987年5月25日の人口調査結果に基づくニーダーザクセン州統計およびコミュニケーション技術局の研究結果である。
1961年（6月6日）と1970年（5月27日）の数値は、1972年7月1日に合併したレムゼーデを含めた人口調査の結果である。
| 年   | 人口（人） |
| ---- | ---------- |
| 1961 | 4,749      |
| 1970 | 5,288      |
| 1987 | 6,142      |
| 1990 | 6,497      |
| 1995 | 7,893      |
| 2000 | 8,913      |
| 2005 | 9,181      |
| 2010 | 9,144      |
| 2011 | 9,092      |

## 行政

### 町議会
この町の議会は 20議席で構成され、これに投票権を持つ議長として町長が加わる。

### 首長
バート・ラーエルの専任の町長は、トビーアス・アヴァーマン（無所属）である。彼は2018年9月2日の町長選挙で 57.77 % の票を獲得して町長に選出された。

### 紋章
バート・ラーエルが用いている紋章は、赤地で5本の垂れがある銀のレイブルの下に銀の破風、基部には青い波帯が描かれている。

### 姉妹自治体
- オスターフィンゲン（ドイツ語版、英語版）（スイス、シャフハウゼン州）2003年

## 文化と見所

### 建築

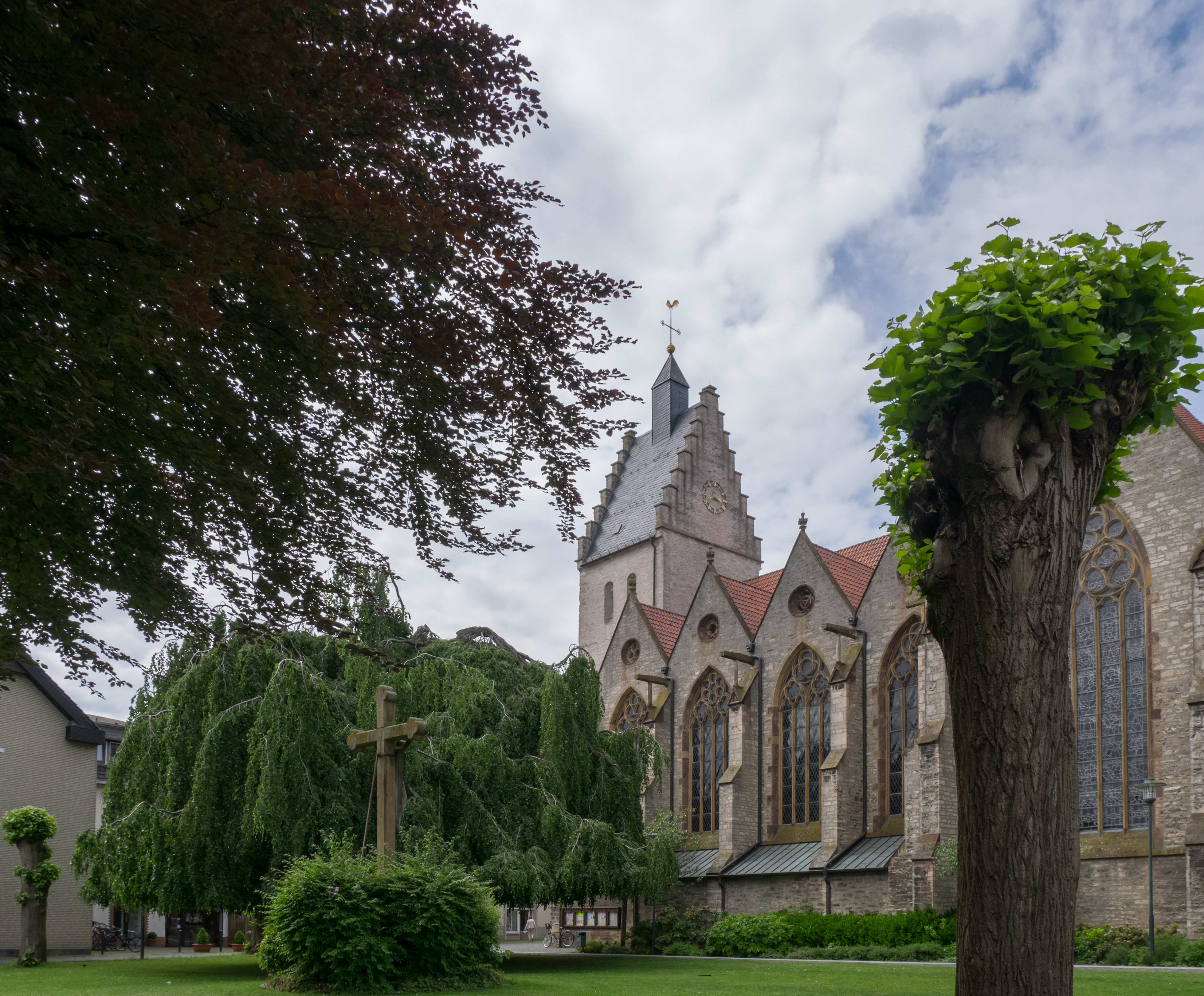
聖マルティン教会

バート・ラーエルの象徴的建造物は、カトリック聖マリエン教会の初期ロマネスク様式の教会塔である。バート・ラーエルの教会塔は、オスナブリュック地方では唯一、尖塔屋根でなく階段破風を持つ切妻屋根の中世の塔である。この塔は11世紀に建設された防衛塔に、13世紀に増築がなされたものである。
水平に8の字型をした二重環状集落であるバート・ラーエルの中心部に、現在も建物群に沿ってキルヒホーフスブルク（教会を取り巻く避難城塞）の痕跡が見られる。キルヒホーフスブルクを中心とする環状集落に、世俗建築の中心であるティープラッツ（中世に集会所となった広場）を有するもう一つの環状集落が接している。新しい建物は少なく、この町の中心部は魅力的な木組み建築からなる歴史的景観を遺している。
グロッケンゼー周辺のクアパークの近くに、野外音楽堂を有する集会広場がある。ここでは夏になると定期的に野外コンサートが行われ、湯治客や観光客の主要な目的の一つとなっている。
聖マリエン教会の助任司祭館には郷土博物館が入居している。アオウルブリンクには、リンネル産業を記念したリンネル織りの碑が建立されている。
- キルヒプラッツ（教会広場）に面して建つ木組み建築
- 現在は郷土博物館となっている助任司祭館
- リンネル商人の記念碑

### 年中行事
- 2月　コルピングの謝肉祭

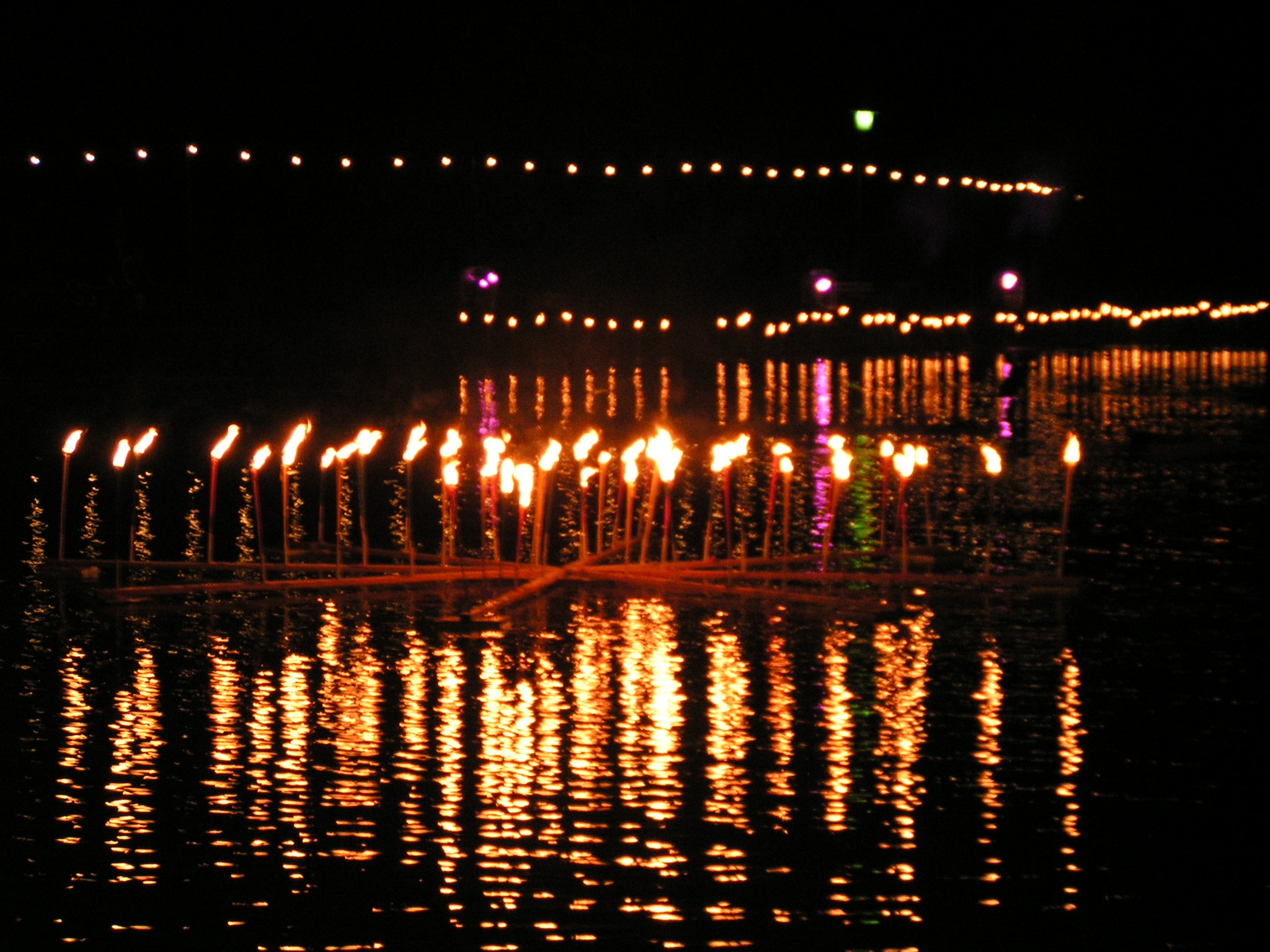
1000本のたいまつ祭

- 7月第3週末　バート・ラーエル住民射撃団フォン1543の射撃祭
- 8月第1週末　1000本のたいまつ祭
- 10月第1水曜日　Bourwinne
- 第1アドヴェントの週末　シュテルンターラーマルクト（直訳すると「星の谷のマーケット」）

### サークル、クラブ、団体
- バート・ラーエル住民射撃団フォン1543
- レムゼーデ住民射撃団フォン1875
- ハルデンゼッテン＝ヴィンケルゼッテン住民射撃団フォン1953
- ミュシェン住民射撃団フォン1925
- ムジークカペレ・バート・ラーエル
- ユーゲンツェルトラーガー・バート・ラーエル（バート・ラーエル青年キャンプ場）
- メートヒェンフライツァイト・バート・ラーエル
- レムゼーデ・カトリック聖アントニウス教会青年活動団 (JAG)
- バート・ラーエル・スポーツクラブ
- レムゼーデ・スポーツクラブ
- ヴェスターヴィーデ・スポーツクラブ
- 郷土・水車協会
- 温泉・交通協会
- コルピング・バート・ラーエル
- バート・ラーエル・カトリック地方青年運動団 (Kljb)

## 経済と社会資本

### 交通
ラーエルは1900年に新しく建設された「トイトブルガー・ヴァルト鉄道」(TWE) で結ばれた。この路線は、南はギュータースローおよびフェルスモルトから現在のクアセンターまでを結び、1901年には北に向かってイーブルク、レンゲリヒ、テックレンブルクを経由してイベンビューレンまで延長された。TWEは1968年にフェルスモルト以北の旅客運行を廃止した。2004年には1955年に建設された駅舎が、2007年には旧貨物駅も解体された。その後、敷地には老人向けアパートを含む家屋が建設された。

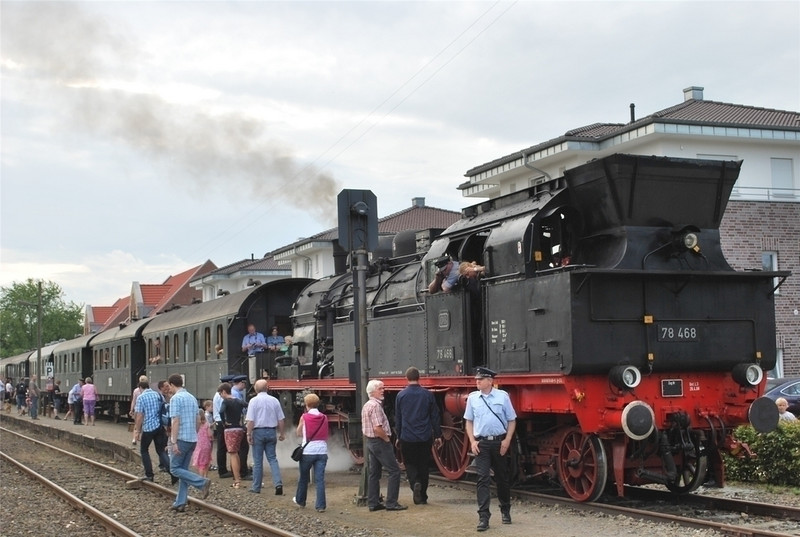
バート・ラーエルに到着したトイト＝エクスプレス（2010年8月）

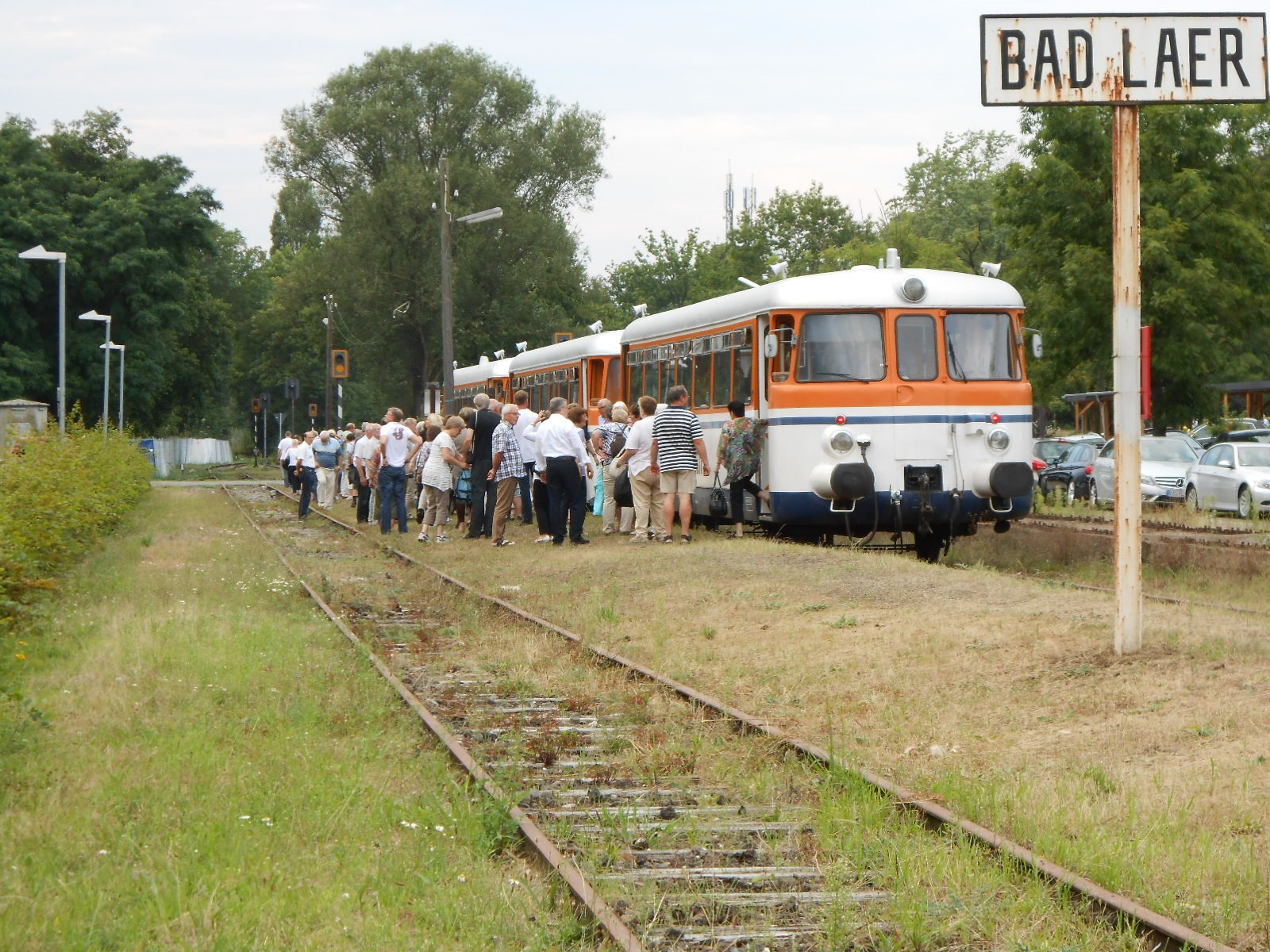
2014年以降特別列車として運行されている軌道バス

現在、キャプトレイン・ドイチュラントが保有するこの路線は、ギュータースロー - ハルゼヴィンケル間の旅客運行再開が議論されているが、フェルスモルト - バート・ラーエル間の延長は計画されていない。しかし、夏季には保存鉄道のトイト＝エクスプレスが運行され、直接クアパークに停車する。その運航日には、テックレンブルク、ミュンスターラント、オスナブリュッカーラントから400人近くの日帰り観光客がこの湯治場を訪れる。2011年9月以降行われているバート・イーブルク＝グラーネ付近での路線閉鎖により、バート・ラーエルにレンゲリヒからのトイト＝エクスプレスは到着しない。2012年1月にバート・ラーエルで「アクティオンビュントニス・プロ TWE」（TWEに賛成する活動同盟）が発足した。この団体は、特にトイトブルガー・ヴァルト鉄道を延伸し、レジャー・観光用の交通機関としてこれを活用することを目的としている。2014年以降、バート・ラーエル駅は、ギュータースローおよびビーレフェルト方面からの軌道バスを用いた特別観光列車の目的地となっている。
1時間間隔でバート・ラーエルからオスナブリュックおよびバート・ローテンフェルト行きの路線バスがオスナブリュック交通会社によって運行されている。さらにバート・ラーエルからグランドルフやミュンスターへも多くのバス路線がある。
バート・ラーエルは州道 L94号線で東に向かい、連邦アウトバーン A33号線で広域道路網に接続する。

### 地元企業
- サニケアー＝フェアザントアポテーケ
- バート・ラーエル健康センター

### 教育
- バート・ラーエル基礎課程学校アム・ザルツバッハ
- バート・ラーエル・ゲシュヴィスター＝ショル＝シューレ（旧HROS バート・ラーエル）
- レムゼーデ基礎課程学校（1953年 - 2013年）